# Velika Kosnica
Velika Kosnica – wieś w Chorwacji, w żupanii zagrzebskiej, w mieście Velika Gorica. Leży nad rzeką Sawa. W 2011 roku liczyła 770 mieszkańców.

## Ludność
| Ogółem | Kobiety | Mężczyźni |
| ------ | ------- | --------- |
| 770    | 363     | 407       |